# Stenotarsus buchgraberi
Stenotarsus buchgraberi es una especie de coleóptero de la familia Endomychidae.

## Distribución geográfica
Habita en Camerún.